# Abdulmalik Achmedilow
Abdulmalik Achmedilow (russisch Абдулмалик Ахмедилов; Rufname: Malik; * 1975 oder 1976; † 11. August 2009) war ein russischer regierungskritischer Journalist.
Achmedilow war stellvertretender Herausgeber der in awarischer Sprache erscheinenden Zeitung „Chakikat“ (dt.: „Wahrheit“) und Chefredakteur der monatlich erscheinenden awarischen Zeitschrift „Sogratl“ (Sogratl ist der Name eines Bergdorfes in Dagestan). Er war ein scharfer Kritiker der russischen und dagestanischen Sicherheitskräfte, denen er vorwarf, religiöse und politische Abweichler unter dem Deckmantel von der Extremismusbekämpfung zu unterdrücken. Er war auch für seine investigativen Reportagen über die Ermordung hochrangiger Beamter in Dagestan bekannt.
Im Frühjahr 2006 hatte er am Internationalen Praktikantenprogramm des Deutschen Bundestages als Praktikant teilgenommen und war im Büro der damaligen Bundestagsabgeordneten Margrit Wetzel tätig.
Am 11. August 2009 wurde er nahe der dagestanischen Hauptstadt Machatschkala erschossen aufgefunden.